# Ilja Berezin

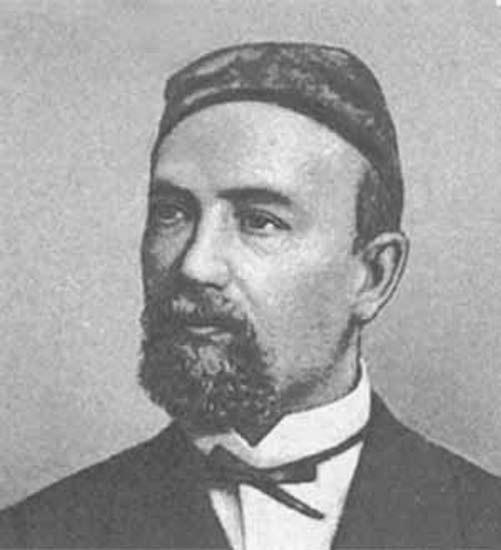
Ilja Berezin

Ilja Nikolajevitj Berezin (ryska: Илья Николаевич Березин), född 31 juli (gamla stilen: 19 juli) 1818 i guvernementet Perm, död 3 april (gamla stilen: 22 mars) 1896 i Sankt Petersburg, var en rysk orientalist. Han blev en banbrytare för turkologin som självständig vetenskap.
Berezin företog 1842-45 på ryska regeringens bekostnad en vetenskaplig resa genom Persien, Mesopotamien, Mindre Asien, Syrien och Egypten och utnämndes 1846 till professor i turkiska vid universitetet i Kazan. År 1848 anträdde han en vetenskaplig resa till Sibirien, och 1852 undersökte han ruinerna av den gamla staden Bulgar. År 1855 förflyttades han till Sankt Petersburg som professor i turkisk-tatariska språk och konservator vid orientaliska myntsamlingen. 
Uöver den orientaliska avdelningen av den stora ryska encyklopedin (1872-79) författade Berezin, till större delen på ryska, dels resebeskrivningar, såsom "Resa till Dagestan och Transkaukasien" (1850) och "Resa i norra Persien" (1852), dels språkliga arbeten, bland annat "Supplement till Kasem Begs turkiska grammatik" (1847), "Persisk grammatik" (1853), Recherches sur les dialectes musulmans (1848-53) och "Turkisk krestomati" (1876-90), dels historiska arbeten, såsom "Mongolernas invasion i Ryssland" (1852-54) samt Rasjid ed-dîns mongoliska historia i rysk översättning jämte den persiska grundtexten (tre band, 1858-65).